# Meridià 174 a l'oest
El meridià 174 a l'oest de Greenwich és una línia de longitud que s'estén des del pol Nord travessant l'oceà Àrtic, Amèrica del Nord, l'oceà Pacífic, Oceania, l'oceà Antàrtic, i l'Antàrtida fins al pol Sud.
El meridià 174 a l'oest forma un cercle màxim amb el meridià 6 a l'est. Com tots els altres meridians, la seva longitud correspon a una semicircumferència terrestre, uns 20.003,932 km. Al nivell de l'Equador, és a una distància del meridià de Greenwich de 19.370 km.

## De Pol a Pol
Començant en el pol Nord i dirigint-se cap al pol Sud, aquest meridià travessa:
| Coordenades                               | País, territori o mar | Notes |
| ----------------------------------------- | --------------------- | --- |
| 90° 0′ N, 174° 0′ O / 90.000°N,174.000°O  | Oceà Àrtic            | |
| 71° 47′ N, 174° 0′ O / 71.783°N,174.000°O | Mar dels Txuktxis     | |
| 67° 5′ N, 174° 0′ O / 67.083°N,174.000°O  | Rússia                | Districte autònom de Txukotka — Península de Txukotka |
| 66° 53′ N, 174° 0′ O / 66.883°N,174.000°O | Badia de Koliutxin    | |
| 66° 38′ N, 174° 0′ O / 66.633°N,174.000°O | Rússia                | Districte autònom de Txukotka — Península de Txukotka |
| 64° 27′ N, 174° 0′ O / 64.450°N,174.000°O | Mar de Bering         | |
| 52° 21′ N, 174° 0′ O / 52.350°N,174.000°O | Estats Units          | Alaska — Illes Atka i Amlia |
| 52° 6′ N, 174° 0′ O / 52.100°N,174.000°O  | Oceà Pacífic          | Passa a l'oest de l'illa Lisianski, Hawaii, Estats Units (a 26° 4′ N, 173° 58′ O / 26.067°N,173.967°O) · Passa a l'oest de l'illa de Niuatoputapu, Tonga (a 15° 58′ S, 173° 46′ O / 15.967°S,173.767°O) · Passa a l'est de l'illa Tokū, Tonga (a 18° 9′ S, 174° 10′ O / 18.150°S,174.167°O) |
| 18° 34′ S, 174° 0′ O / 18.567°S,174.000°O | Tonga                 | Illes de Vavaʻu |
| 18° 42′ S, 174° 0′ O / 18.700°S,174.000°O | Oceà Pacífic          | |
| 60° 0′ S, 174° 0′ O / 60.000°S,174.000°O  | Oceà Antàrtic         | |
| 78° 26′ S, 174° 0′ O / 78.433°S,174.000°O | Antàrtida             | Dependència de Ross, reclamat per Nova Zelanda |